# Lucien Gillen

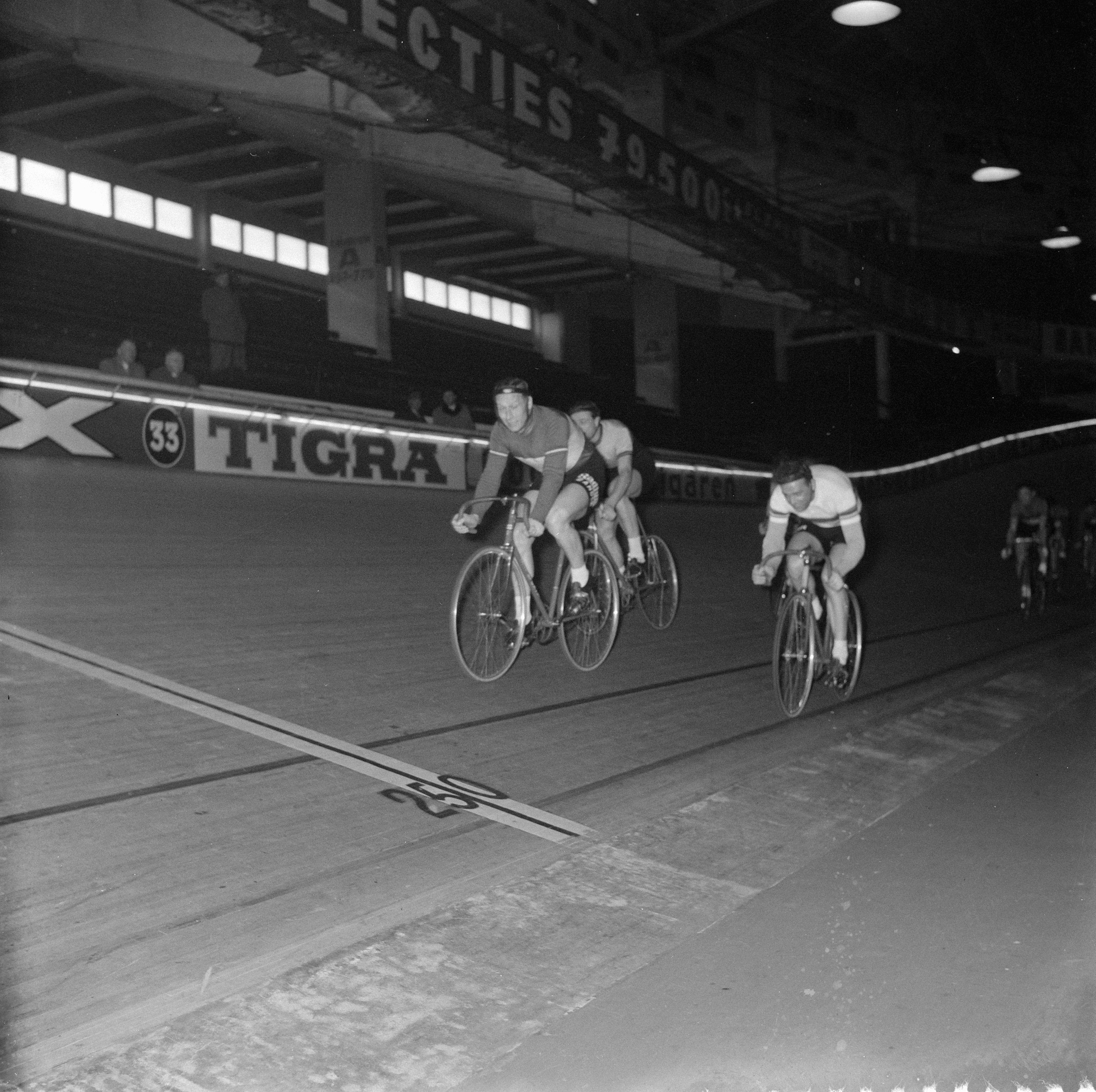
Lucien Gillen (rechts) hinter Jan Derksen, 1958

Lucien „Lull“ Gillen (* 7. Oktober 1928 in Luxemburg; † 11. August 2010 ebenda) war ein luxemburgischer Radrennfahrer.

## Radsport-Karriere
Seine ersten Erfolge hatte er  als Mitglied des Vereins Pignon Bonneweg auf der Straße: 1946 den Débutants-Titel und das Critérium des Jeunes. 1947 wurde er Berufsfahrer. 20 Jahre lang, von Mitte der 1940er bis Mitte der 1960er Jahre, war Lucien Gillen einer der erfolgreichsten Profi-Radrennfahrer Luxemburgs; er war vor allem im Bahnradsport aktiv. Er wurde allein 18-mal Luxemburgischer Meister im Sprint und in der Einerverfolgung. 1963 wurde er zudem nationaler Vize-Meister im Straßenrennen.
Auch international war Gillen erfolgreich: 1949 wurde er Vize-Weltmeister in der Einerverfolgung der Amateure (hinter Fausto Coppi); 1952 sowie 1954 jeweils Dritter bei den Profis. Am 20. November 1955 stellte er zudem einen Weltrekord über fünf Kilometer in der Halle auf der 200 Meter langen Radrennbahn im neueröffneten „Palazzo dello Sport“ in Mailand auf (6:19, 40 min), die vom Münsteraner Architektenbüro Schürmann geplant worden war. Der Rekord hatte allerdings nur vier Wochen Bestand, bis er vom Schweizer Rennfahrer René Strehler um fünf Sekunden unterboten wurde.
Lull Gillen startete bei 116 Sechstagerennen; sein erstes fuhr er 1948 in New York wenige Tage nach seinem 20. Geburtstag und wurde Zweiter, gemeinsam mit dem zweifachen luxemburgischen Straßenmeister Mathias Clemens. Zehn Sechstagerennen beendete er als Sieger, davon sechs mit dem Italiener Ferdinando Terruzzi. Sein letztes fuhr er 1966 in Mailand mit Willi Altig, dem Bruder von Rudi Altig. Beide kamen auf den 6. Platz.

## Beruf und Familie
Lucien war der Sohn des Rennfahrers Maurice Gillen, der bei den Olympischen Spielen 1924 in Paris im Sprint gestartet war. Nach dem Ende seiner aktiven Karriere war Lucien Gillen im Bankwesen tätig. Viele Jahre war er Präsident von Panathlon Luxemburg sowie des „VC Le Guidon Bartringen“; 1968 war er Sportlicher Leiter des Berliner Sechstagerennens. Zu seinen Ehren wird jährlich das Straßenrennen „6-Days Lull Gillen“ ausgetragen. Er war ein eifriger Verfechter des Baus eines überdachten Velodroms in Luxemburg. 15 Jahre lang war er zudem Mitglied des Gemeinderats von Bartringen und erhielt 2005 den „Prix d'honneur“ der Luxemburger Sportpressevereinigung. Gillen war verheiratet und hatte zwei Söhne. Nachdem er 1966 seine Karriere beendet hatte, wandte er sich beruflich der Finanzbranche zu. Er war in der Credit Europeen tätig, später bei der CIAL, der heutigen Banque de Luxembourg.

## Engagement für eine Luxemburger Radrennbahn
Gillen, der seine größten Erfolge auf der Bahn erzielte, war nach seiner Karriere eine der treibenden Kräfte in Luxemburg für den Neubau einer Radrennbahn im Großherzogtum. Die am 28. August 1921 vom Luxemburger Prinzen Felix eingeweihte Bahn Belairer Velodrom (auf der Gillen seine nationalen Bahntitel errang) war mit 333 Metern Länge eine klassische Radrennbahn ihrer Zeit. Sie war auch 1947 Etappenziel der Tour de France. In ihren Glanzzeiten erlebte sie Besucherzahlen von 10.000 Zuschauern. 1952 begann der Abriss der Bahn, der bis 1958 andauerte. Seitdem gab es in Luxemburg keine Radrennbahn mehr. Gillen startete und unterstützte mehrere Initiativen für die Planung und den Neubau einer Bahn. Er argumentierte, dass Luxemburg für alle olympischen Sportarten Sportstätten habe, außer für den Bahnradsport. Mehrere Projekte, die er maßgeblich mit anschob (so in Cessingen oder Kirchberg) ließen sich aus finanziellen Gründen nicht verwirklichen. Die aktuellen Planungen eines Velodroms in Mondorf sind eine späte Wirkung seines Einsatzes.